# Голицын, Борис Дмитриевич
Светлейший князь  Борис Дмитриевич Голицын  (1819—1878) — генерал-лейтенант, командир лейб-гвардии Стрелкового Императорской Фамилии батальона. Владелец усадьбы Вязёмы, в которой бывал только наездом.

## Биография
Младший сын московского генерал-губернатора князя Дмитрия Владимировича Голицына и Татьяны Васильевны Васильчиковой, московских знакомых А. Пушкина. Родился в Петербурге, крещён 3 июня 1819 года в Исаакиевском соборе при восприемстве дяди И. В. Васильчикова и бабушки княгини Н. П. Голицыной.
Получил образование на юридическом факультете Московского университета, который он окончил действительным студентом, и 21 декабря 1839 года был определён на службу в департамент Министерства юстиции с чином губернского секретаря. Входил в состав «кружка 16-ти», сложившегося осенью 1839 года из университетской молодежи и кавказских офицеров.
В 1842 году состоял при военном министерстве князя Чернышёва при объезде им Кавказа и Закавказья и в августе участвовал волонтёром в отряде генерала Фрейтага в делах против горцев. В чине титулярного советника 9 апреля 1843 года перемещён в канцелярию военного министра и тогда же пожалован в камер-юнкеры.
В августе 1847 года переведен в военно-походную канцелярию Его Величества, а 20 октября 1848 года перешёл на службу во флот с чином капитан-лейтенанта и назначен адъютантом к наследнику цесаревичу. В 1850 году сопровождал цесаревича во время путешествия на Кавказ и отличился 26 октября при разбитии чеченской партии под Черными горами.
В 1852 году крейсировал на корабле «Прохор»; 25 октября 1853 года произведён в капитаны 2-го ранга; 19 февраля 1855 года получил звание флигель-адъютанта, 30 августа того же года чин капитана 2-го ранга[уточнить]. В июне того же года был командирован в Свеаборг для раздачи денег раненым, а затем курьером в Севастополь, где он находился с 28 августа по 5 ноября.
Переведённый 6 декабря 1855 года полковником в Преображенский полк, с 1 октября 1856 года командовал лейб-гвардейским стрелковым батальоном Императорской фамилии; 10 марта 1858 года был зачислен по гвардейской пехоте с сохранением мундира батальона Преображенского полка. В 1856 году сопровождал Александра II в поездке в Гельсингфорс.
В 1859 году Голицын, как крупный землевладелец, был по личному желанию императора приглашён в число членов редакционной комиссии для составления общего положения о крестьянах, выходящих из крепостной зависимости. Но он отказался от работы в комиссии и получил по болезни продолжительный заграничный отпуск. Произведён в генерал-майоры с зачислением в Свиту Его Величества 17 октября 1860 года; 20 апреля 1869 года пожалован в генерал-адъютанты и 17 апреля 1870 года произведён в генерал-лейтенанты. В этом же году он получил бессрочный отпуск и до самой смерти жил за границей. Скончался в Париже 10 декабря 1878 года — согласно записи в метрической книге Собора Александра Невского — «от воспаления лёгких». Погребён в Петербурге на Лазаревском кладбище Александро-Невской лавры, в усыпальнице Левашёвых.
российские:
- Орден Святой Анны 3-й ст. с бантом (1849).
- Орден Святого Владимира 4-й ст. с бантом (1850).
- Орден Святой Анны 2-й ст. (1857).
- Знак отличия за XV лет беспорочной службы (1860).
- Орден Святого Владимира 3-й ст. с мечами (1861).
- Орден Святого Станислава 1-й ст. (1866).
- Орден Святой Анны 1-й ст. с мечами (1877).

иностранные:
- Австрийский Орден Леопольда 1 ст. (1849)
- Персидский Орден Льва и Солнца 2 ст. (1851)
- Гессен-Дармштадтский Орден Филиппа Великодушного 1 ст. (1868)

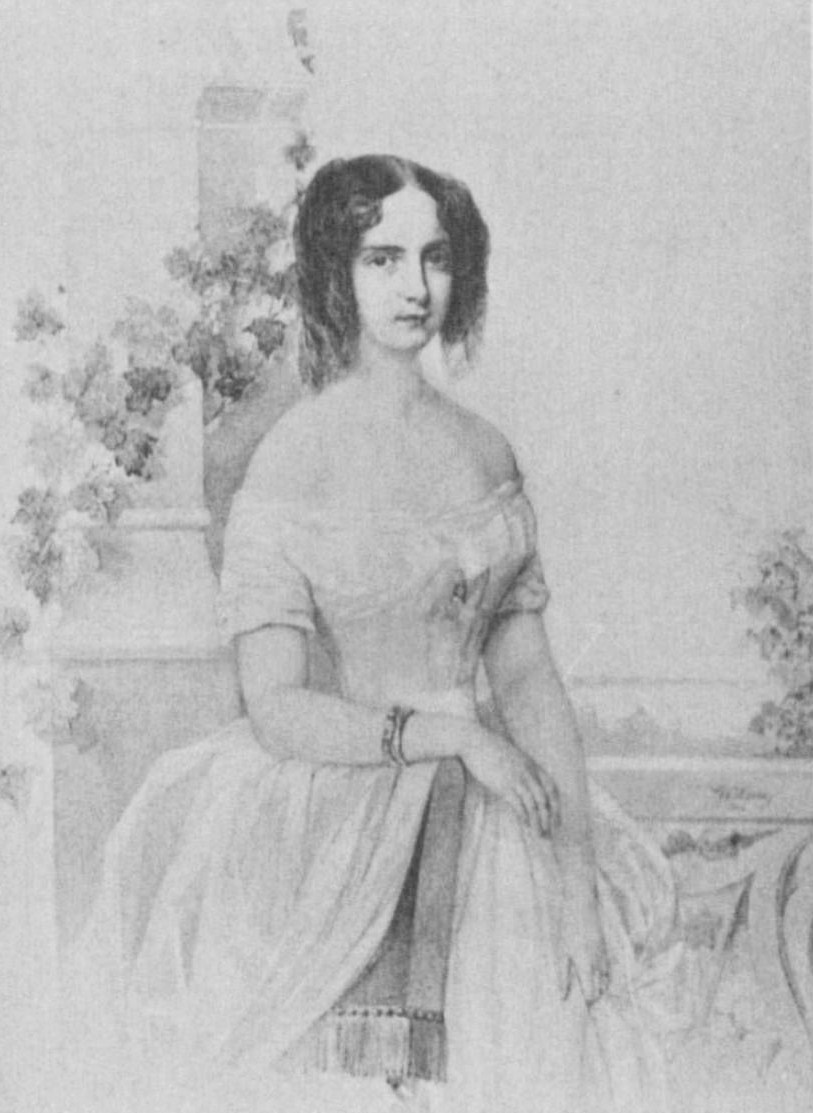
Жена, Екатерина Васильевна

## Семья
Жена (с 2 октября 1846 года) — графиня Екатерина Васильевна Левашова (09.09.1826—24.06.1853), фрейлина двора, дочь графа В. В. Левашова и Е. В. Пашковой. Крещена была 2 октября 1826 в Исаакиевском соборе, крестница Ивана Александровича Пашкова и его сестры Елизаветы. Скончалась от воспаления легких в Царском Селе. Похоронена в Александро-Невской лавре. В браке имела детей:
- Евдокия Борисовна (1848—1910), фрейлина, с 1868 года замужем за генерал-майором С. А. Шереметевым (1834—1896).
- Татьяна Борисовна (22.09.1849[6]—15.08.1850[7]), крещена 24 сентября 1849 года в Казанском соборе при восприемстве великого князя Александра Николаевича и княгини Е. Д. Долгоруковой; умерла от воспаления внутренностей.
- Дмитрий Борисович (1851—1920), воспитывался в Англии, служил в лейб-гвардии Гусарском полку, генерал-адъютант, последний владелец усадьбы Вязёмы.